# Meng Wanzhou
Meng Wanzhou (Chengdu, 13 de febrero de 1972) es una ejecutiva de negocios china, vicepresidenta de la junta y directora financiera (CFO) del gigante de las telecomunicaciones Huawei, fundado por su padre Ren Zhengfei. 
El 1 de diciembre de 2018, fue arrestada en Canadá por orden de los Estados Unidos por la presunta estafa de instituciones financieras y violación de sanciones contra Irán.

## Biografía
Nació en Chengdu, provincia de Sichuan en 1972, hija de Ren Zhengfei y su primera esposa Meng Jun. Adoptó el apellido de su madre cuando tenía 16 años. Después de graduarse de la universidad en 1992, trabajó para China Construction Bank durante un año antes de unirse a Huawei, la compañía fundada por su padre. Asistió a la escuela de posgrado en 1997 para estudiar contabilidad y obtuvo una maestría de la Universidad de Ciencia y Tecnología de Huazhong. 
Se mudó a Vancouver, Canadá y obtuvo la residencia permanente en 2001, que fue abandonada en 2009. Meng también tiene residencia permanente en Hong Kong desde al menos 2011.
Según una entrevista que dio al periódico chino 21st Century Business Herald, su carrera despegó después de regresar a Huawei en 1998 para trabajar en el departamento de finanzas. Ocupó cargos como jefe de contabilidad internacional, CFO de Huawei Hong Kong y directora del Departamento de Gestión Contable.
Cuando Huawei publicó por primera vez los nombres de sus principales ejecutivos en 2011, Meng ya figuraba como su director financiero. En marzo de 2018, fue nombrada una de las cuatro vicepresidentas de la junta, alimentando la especulación de que estaba siendo preparada para eventualmente suceder a su padre, aunque Ren lo ha negado. Le ha dicho a Sina Tech que "ninguno de los miembros de mi familia posee cualidades [adecuadas]" y "nunca se incluirán en la secuencia de los sucesores". 
Desde diciembre de 2018, se desempeña como vicepresidenta y directora de finanzas de Huawei. En 2017, Forbes clasificó a Meng en el número 8 en su lista de Mujeres empresarias destacadas de China, mientras que la presidenta de Huawei, Sun Yafang, ocupó el segundo lugar.

## Detención

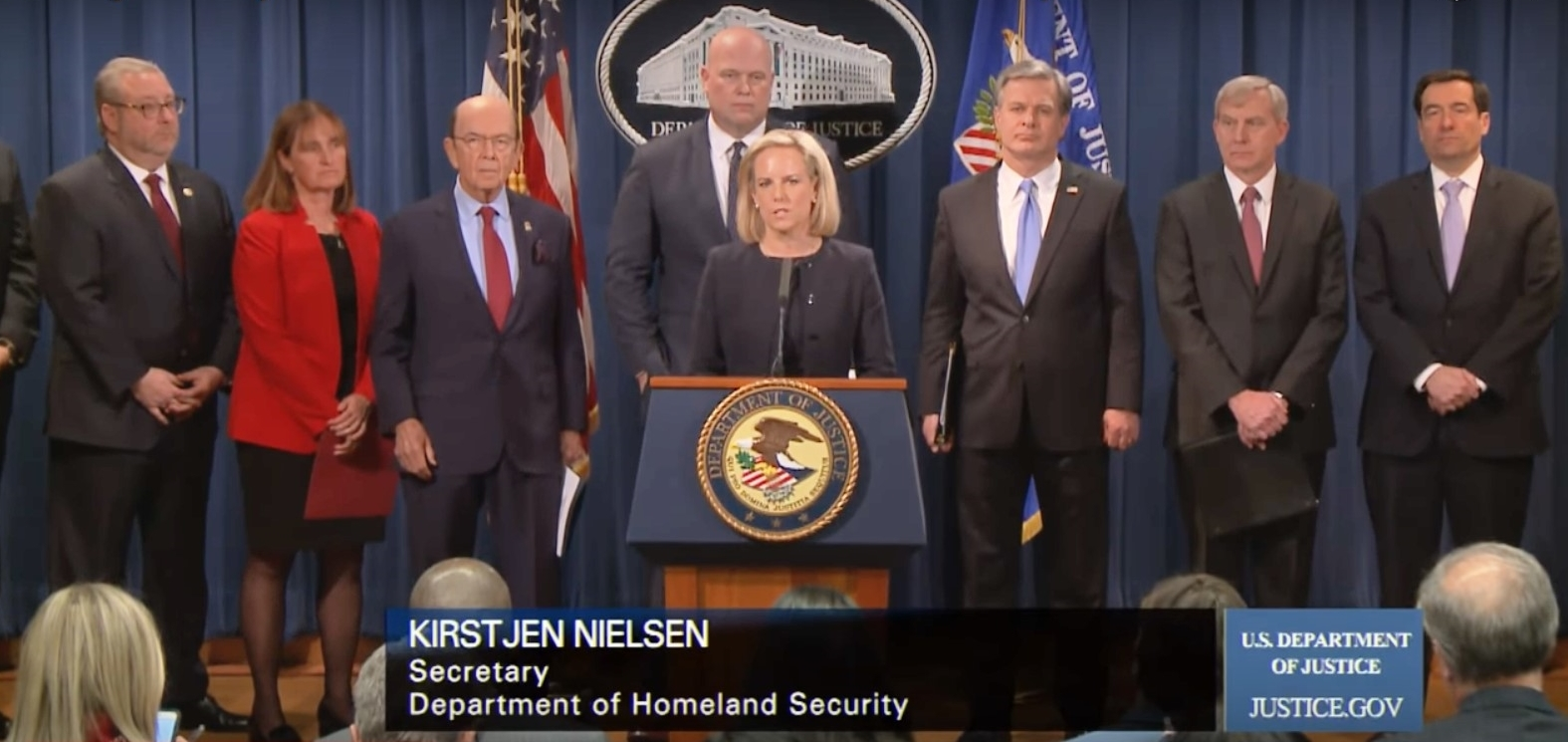
Kirstjen Nielsen, Secretario de Seguridad Nacional de los EE. UU., El Director del FBI Christopher Wray en 2019 anuncian cargos criminales contra Huawei y Meng Wanzhou

El 1 de diciembre de 2018, mientras realizaba la transferencia de aviones en el Aeropuerto Internacional de Vancouver con destino a México desde Hong Kong, Meng fue detenida por una orden de extradición. La orden fue emitida el 22 de agosto de 2018 por un Tribunal de Estados Unidos. Según el fiscal canadiense, Meng fue acusada de conspirar para defraudar múltiples instituciones de Estados Unidos.
La orden de extradición se basó en las denuncias de una conspiración para estafar a los bancos que habían liquidado el dinero que se alegaba que era para Huawei, pero en realidad era para Skycom, una entidad que afirmaba estar totalmente controlada por Huawei, que se decía que estaba negociando con Irán, contrariamente a las sanciones. Según el abogado defensor, el banco involucrado en los tratos era HSBC. El abogado defensor rechazó las acusaciones y dijo que Meng no infringió ninguna ley estadounidense o canadiense. 
El fiscal dijo que el caso contra Meng surgió de un informe de 2013 de Reuters sobre los estrechos vínculos de la compañía con Skycom Tech, con sede en Hong Kong, que intentó vender equipos de Estados Unidos a Irán a pesar de las sanciones de Estados Unidos.
El 7 y 10 de diciembre, Meng asistió a la primera audiencia de fianza en Vancouver. No se llegó a una decisión después de los argumentos y contra argumentos; la audiencia continuó el 11 de diciembre. Fue liberada con una fianza de $10 millones ($7 millones en efectivo y $3 millones en garantías) que se otorgó con condiciones, incluida la vigilancia electrónica. Varios individuos prometieron cantidades significativas como garantía de la fianza.
El 28 de enero de 2019, el secretario de Seguridad Nacional Kirstjen Nielsen, fiscal general Matthew Whitaker, secretario de Comercio Wilbur Ross, director del FBI Christopher A. Wray y los fiscales federales anuncian 23 cargos (incluyendo  fraude bancario y financiero, lavado de dinero, conspiración para defraudar a los Estados Unidos, el robo de tecnología de secreto comercial, otorgó bonificaciones a los trabajadores que robaron información confidencial de compañías de todo el mundo, fraude por correo electrónico y fraude, obstrucción de la justicia y sanciones violaciones) contra Huawei, su CFO Meng Wanzhou, Huawei Device USA Inc. y la subsidiaria iraní Skycom de Huawei. 
El Departamento también presentó una solicitud formal de extradición para Meng ante las autoridades canadienses ese mismo día. El 1 de marzo de 2019 el gobierno de Canadá autorizó iniciar el proceso de extradición a Estados Unidos.